# Banayoyo
Banayoyo est une municipalité de 5e classe située dans la province d'Ilocos Sur aux Philippines. Selon le recensement de 2010 elle est peuplée de 7 694 habitants.

## Barangays
Banayoyo est divisée en 14 barangays.
- Bagbagotot
- Banbanaal
- Bisangol
- Cadanglaan
- Casilagan Norte
- Casilagan Sur
- Elefante
- Guardia
- Lintic
- Lopez
- Montero
- Naguimba
- Pila
- Poblacion